# Cor van der Hart
Cor van der Hart (Amsterdam, 25 de gener de 1928 - Amsterdam, 12 de desembre de 2006) fou un futbolista neerlandès de la dècada de 1950 i entrenador. És considerat un dels millors defenses de la història del futbol neerlandès.

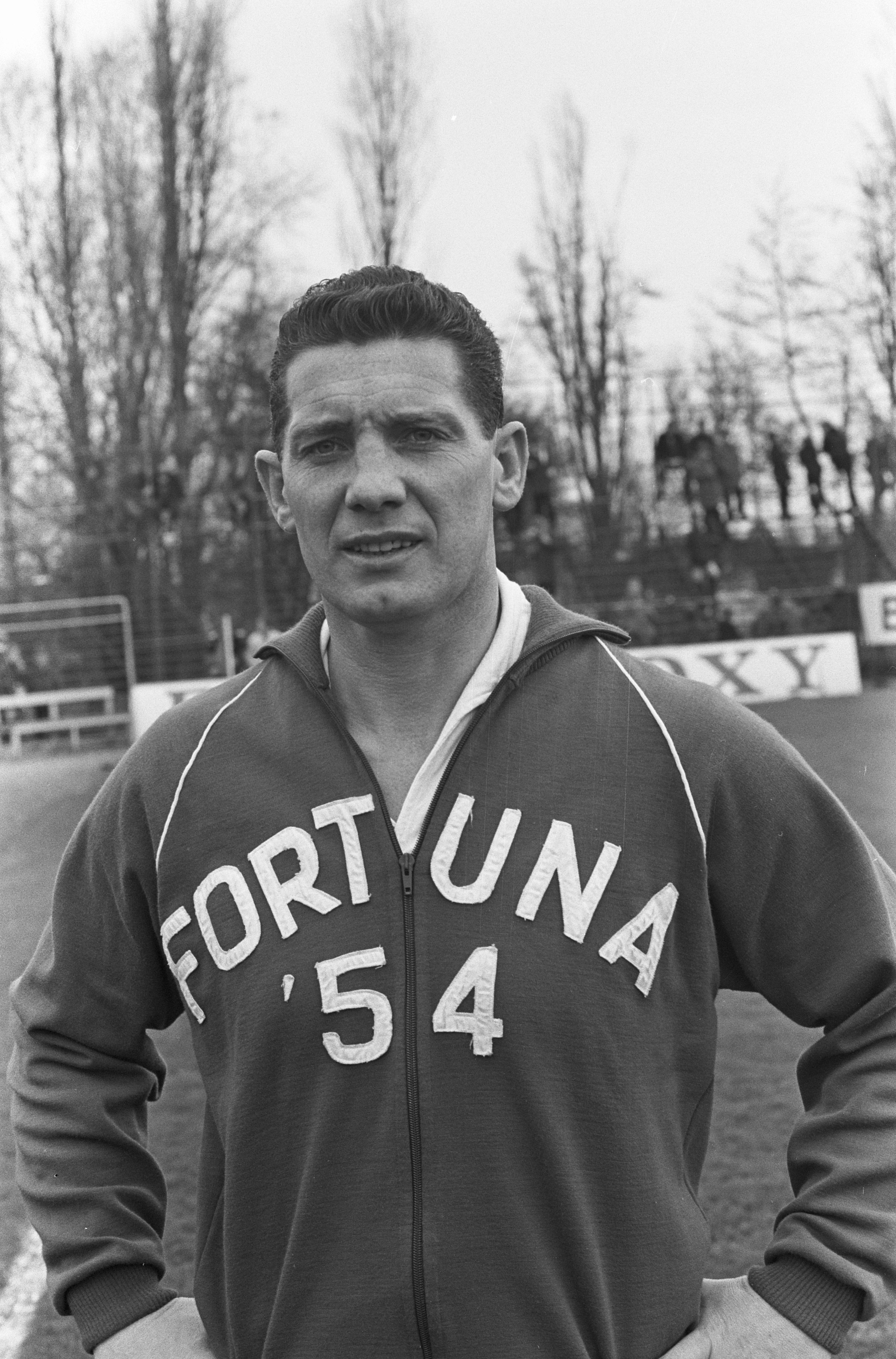
Cor van der Hart el 1966.

La major part de la seva carrera la passà a l'Ajax Amsterdam. Més tard marxà a França al Lille OSC. Quan el professionalisme s'instaurà a Holanda, retornà al país per jugar a Fortuna '54. També van quedar segons a l'Eredivisie, darrere de l'Ajax. Fou 44 cops internacional amb Holanda.

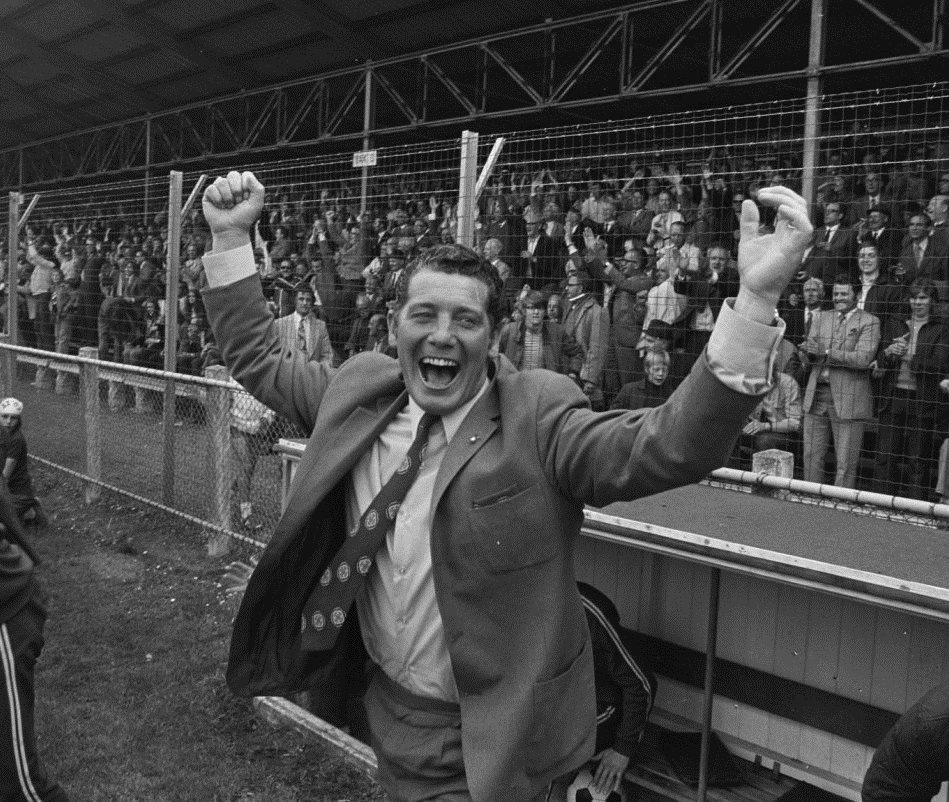
Cor van der Hart entrenador el 1972.

Després de la seva carrera professional, es va convertir en entrenador de futbol. Va començar el 1966 a Holland Sport. També va entrenar AZ '67, Standard Liège, Fortuna Sittard, Fort Lauderdale Strikers, FC Amsterdam, MVV, FC Den Haag, FC Volendam, Telstar, WAC Casablanca, l'acadèmia juvenil Ajax (des de 1985) i Sariyerspor. El 1978, va acabar tercer amb AZ'67 en la lliga holandesa i va guanyar la Copa Holandesa (KNVB-Cup) (Final AZ'67-Ajax 1-0). El 1973 es va afegir al personal de la selecció nacional holandesa com a ajudant de l'entrenador al costat de Frantisek Fadrhonc. Durant la Copa Mundial de la FIFA de 1974 va ser assistent de Rinus Michels.

## Referències

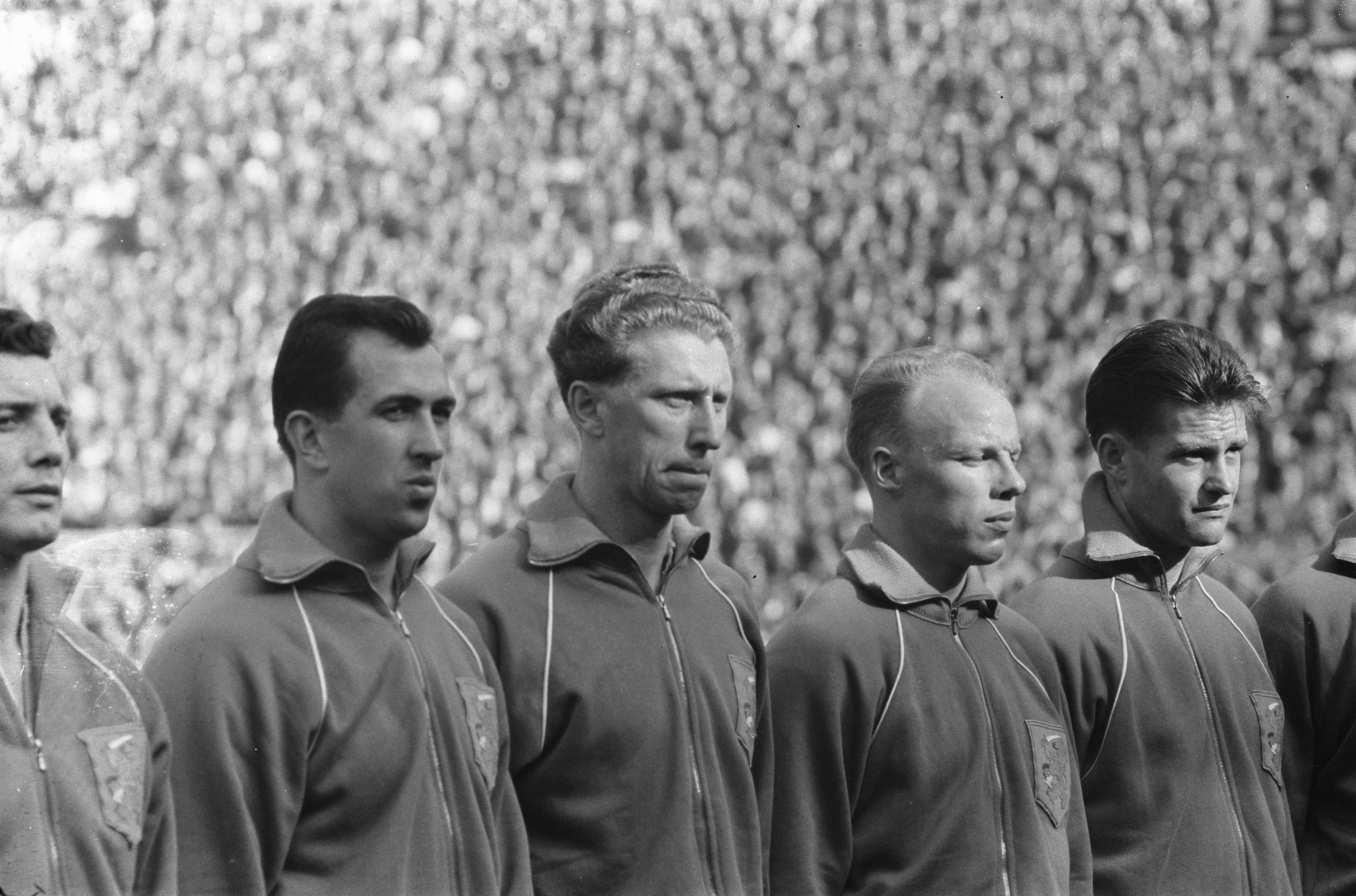
Holanda vs Bèlgica el 1960. D'esquerra a dreta: Cor van der Hart, Eddy Pieters Graafland, Jan Klaassens, Roel Wiersma i Kees Kuijs.